# Dekanat Michów
Dekanat Michów – jeden z 28 dekanatów w rzymskokatolickiej archidiecezji lubelskiej.

## Parafie
W skład dekanatu wchodzi 6 parafii:
- parafia MB Szkaplerznej – Abramów
- parafia św. Jana Chrzciciela – Baranów
- parafia św. Apostołów Piotra i Pawła – Kamionka
- parafia Wniebowzięcia NMP – Michów
- parafia Podwyższenia Krzyża Świętego – Rudno
- parafia MB Anielskiej – Starościn

## Sąsiednie dekanaty
Adamów (diec. siedlecka), Garbów, Lubartów, Lublin – Północ, Puławy, Ryki (diec. siedlecka)